# Oreomunnea
Oreomunnea ist eine Gattung immergrüner Bäume aus der Familie Walnussgewächse (Juglandaceae). Sie kommt in Mexiko und Zentralamerika vor. Der Gattungsname ehrt den puerto-ricanischen Politiker Francisco María Oreamuno (Francisco María Oreamuno Bonilla) (1801–1856).

## Merkmale
Die Vertreter sind immergrüne Bäume. Die Knospen sind nackt. Die Blätter besitzen keine Nebenblätter und stehen gegenständig. Sie sind paarig gefiedert mit 4 bis 12 Fiederblättchen. Die Blattunterseite ist drüsig punktiert, der Blattrand ist bei jungen Bäumen gesägt oder ganz, bei älteren ganz.
Die Pflanzen sind monözisch. Die männlichen Blüten stehen in rispigen Kätzchen einzeln oder zusammen mit einer zentral stehenden weiblichen Ähre. Die Blütenstände stehen endständig oder seitlich an Zweigen. Die Kätzchen sind alle vielblütig und hängend. Die Blüten haben ein breites Tragblatt, das bei beiden Geschlechtern dreilappig ist. Beide Geschlechter haben auch zwei Brakteolen und vier Kelchblätter. Die Kelchblätter sind bei männlichen Blüten oft reduziert. Die männlichen Blüten sind sitzend, haben ein rundes oder längliches Receptaculum und ein dreilappiges Vorblatt, zwei Brakteolen, ein bis vier Kelchblätter und 8 bis 23 Staubblätter. Die Antheren sind kahl. Die Pollenkörner haben rund 21 Mikrometer Durchmesser (19 bis 23) und sind in Polar-Ansicht leicht dreieckig. Die weiblichen Blüten sind kurz gestielt. Vorblatt und Brakteolen sind mit der unteren Hälfte des Fruchtknotens verwachsen, die Kelchblätter an der oberen Hälfte. Die Fruchtblätter stehen median. Die Narbenflächen sind kurz, fast kugelig bis hufeisenförmig und stehen an der Spitze von verlängerten Griffelästen.
Die Frucht ist eine kurz gestielte, mittelgroße Nussfrucht. Sie besitzt einen großen, vorderen dreilappigen Flügel, der aus dem Vorblatt hervorgeht, und einen hinteren, zweilappigen Flügel, der aus den Brakteolen hervorgeht. Die Fruchtwand ist eher dünn und von einer dünnen Haut bedenkt, die aus den Kelchblättern hervorgeht. Das Innere der Frucht ist durch dünne Septen unterteilt, in der Mitte in acht Fächer, teilweise durch zusätzliche Vorsprünge der Fruchtwand noch weiter unterteilt.
Die Kotyledonen sind in der Frucht getrennt, nicht verwickelt. Frucht und Flügel sind größer als bei der asiatischen Gattung Engelhardia.
Die Keimung erfolgt hypogäisch. Die ersten echten Blätter des Sämlings sind einfach. Der Knoten der Kotyledonen hat eine Lakune und drei Blattspuren.
Die Chromosomenzahl ist wie bei allen Vertretern der Unterfamilie Engelhardioideae 2n = 32.

## Systematik
Oreomunnea wird innerhalb der Walnussgewächse mit Alfaroa und Engelhardia in die Unterfamilie Engelhardioideae gestellt.
Die Gattung umfasst zwei Arten:
- Oreomunnea pterocarpa Oerst., in Costa Rica, die Typusart
- Oreomunnea mexicana (Standl.) J.-F.Leroy, in Mexiko und Zentralamerika.

Die beiden Arten bilden jedoch keine gemeinsame Verwandtschaftsgruppe, die Gattung ist bezüglich der Gattung Alfaroa paraphyletisch:
|  | \| \| Alfaroa-Klade \| \| \| \| \| \| Oreomunnea mexicana \| \| \| \| |
|  |                                                                       |
|  | Oreomunnea pterocarpa                                                 |
|  |                                                                       |
|  | Alfaroa-Klade                                                         |
|  |                                                                       |
|  | Oreomunnea mexicana                                                   |
|  |                                                                       |

|  | Alfaroa-Klade       |
|  |                     |
|  | Oreomunnea mexicana |
|  |                     |

## Belege
- Wayne E. Manning: The Classification within the Juglandaceae. Annals of the Missouri Botanical Garden, Band 65, 1978, S. 1058–1087.
- Paul S. Manos, Donald E. Stone: Evolution, Phylogeny, and Systematics of the Juglandaceae. Annals of the Missouri Botanical Garden, Band 88, 2001, S. 231–269.